# 344

344(삼백사십사)는 343보다 크고 345보다 작은 자연수다.

## 수학
- 합성수로, 그 약수는 1, 2, 4, 8, 43, 86, 172, 344다. 진약수의 합은 316이므로, 344는 부족수다.
- 8번째 팔면체수다. 앞의 팔면체수는 231, 다음은 489다.
- {\displaystyle 85^{2}-1}은 344로 나누어떨어진다.

## 과학
- NGC 344(영어판): 고래자리 방향에 있는 나선 은하.

## 교통

### 철도
- 수도권 전철 3호선 도곡역의 역번호.

### 도로
- 고속도로 및 국도
  - 오토루트 344호선(프랑스어판): 프랑스의 고속도로.
  - 일본 344번 국도(일본어판): 아키타현 유자와시에서 야마가타현 사카타시까지 이어지는 일본의 국도.
- 기타 도로
  - 현도 제344호선

## 군사
- U-344(영어판): 제2차 세계 대전에 사용된 나치 독일의 군용 잠수함.

## 문화유산
- 대한민국의 보물 제344호: 청자 양각갈대기러기문 정병

## 방송
- U+ TV의 에듀TV 채널 번호.

## 기타
- 연도: 344년, 기원전 344년